# Thierry Lacrampe

a Compétitions nationales et continentales officielles uniquement.

b Matchs officiels uniquement.
Dernière mise à jour le 13 septembre 2015.
Thierry Lacrampe, né le 23 février 1988 à Lourdes, est un joueur français de rugby à XV qui joue au poste de demi de mêlée.

## Biographie
Il commence sa carrière espoir à Tarbes et évolue au sein de l'effectif du Tarbes Pyrénées rugby son club formateur jusqu'en 2011.
Il signe en faveur du Castres olympique en 2011 et participera aux compétitions en Top 14 et en coupe d'Europe H Cup. Il participa à la 1/2 Finale du Top 14 perdue contre le Stade Toulousain en 2012.
En juin 2012, il participe à la tournée des Barbarians français au Japon pour jouer deux matchs contre l'équipe nationale nippone à Tokyo. Les Baa-Baas l'emportent 40 à 21 puis 51 à 18.
En fin de contrat en 2013 et après 3 saisons à Castres, il s'engage à l'ASM Clermont Auvergne pour les 3 saisons à venir, soit jusqu'à l'horizon 2016.
Depuis le début de la saison 2013, il évolue au sein de l'ASM Clermont Auvergne. Sur un terrain, Thierry est un joueur très explosif mais également très rapide dans son jeu.
Après être parti en 2015 à Pau avec un « projet à long terme », il revient finalement à la fin de la saison 2016-2017 dans son club formateur de l'US Argelès-Gazost, qui évolue en division honneur ; en plus d'être joueur, il prend aussi des responsabilités dans la gestion sportive du club.

### Carrière professionnelle
- 2006 - 2011 : Tarbes PR (Pro D2)
- 2011 - 2013 : Castres olympique (Top 14)
- 2013 - 2015 : ASM Clermont Auvergne (Top 14 et H Cup)
- 2015 - 2017 : Section paloise

## Palmarès
- Championnat de France de Top 14 :
  - Champion (1) : 2013
- Vainqueur du Challenge Armand Vaquerin 2012